# پاتلیکر فلتس (پنسیلوانیا)
پاتلیکر فلتس (به انگلیسی: Potlicker Flats) یک منطقهٔ مسکونی در ایالات متحده آمریکا است که در شهرستان میفلن، پنسیلوانیا واقع شده‌است. پاتلیکر فلتس ۱۷۲ نفر جمعیت دارد.